# Flavio Scarone
Flavio Andrés Scarone Bruno (Florida, Uruguay, 13 de mayo de 1991) es un exfutbolista uruguayo. Jugaba de delantero.

## Clubes
| Club      | País    | Año           |
| --------- | ------- | ------------- |
| Liverpool | Uruguay | 2010-presente |